# Dermestes tertiarius
Dermestes tertiarius là một loài bọ cánh cứng trong họ Dermestidae. Loài này được Wickham miêu tả khoa học năm 1912.